# Луис Бухалтер
Луис "Лепке" Бухалтер (6. фебруара 1897 — 4. марта 1944) био је амерички гангстер, познат као вођа компаније Murder, Inc., али и као једина истакнута личност у организованом криминалу која је на крају погубљена у електричној столици.

## Биографија
Луис Бухалтер је рођен и одрастао у породици јеврејског имигранта из царске Русије на Менхетну у Њујорку. Имао је три брата и сестру, а први пут је упао у проблеме са законом након што је као тинејџер изгубио родитеље и починио злочин. Од 1915. до 1922. био је неколико пута у поправним установама и затворима због провала и лакших прекршаја.
По изласку из затвора се повезао са Џејкобом Шапиром својим пријатељем из детињства који је започео рекетирање њујоршке индустрије одеће преко синдиката. По изласку из затвора се повезао са Џејкобом Шапиром својим пријатељем из детињства који је започео рекетирање њујоршке индустрије одеће преко синдиката. 1927. године Бухалтер и Шапиро били су осумњичени за убиство свог ривала и бившег партнера, шефа гангстера Џејкоба Оргена, али су ослобођени због недостатка доказа. Бухалтер је касније успоставио пословне везе са Томијем Лучесеом, италијанско-америчким мафијашем и оснивачем, што га је учинило једном од водећих фигура организованог криминала у Њујорку након 1931. године.
Бухалтер се истакао међу гангстерима тог времена не привлачећи пажњу јавности, али и својих колега, због своје тенденције да им се отворено не супротстави и свог беспрекорног приватног живота. 1931. оженио се Бети Васерман, британском удовицом чијег је сина усвојио.
Од раних 1930-их Бухалтер је своје активности преусмерио на вођење банде професионалних атентатора, где су му главни сарадници били Абе Релес и италијанско-амерички гангстер Алберт Анастасиа. Банду, за коју влада процењује да је бројала око 200 људи, штампа је прозвала "Murder, Inc." због извршења убистава како за италијанско-америчке мафијаше тако и за тзв Националну кривичну унију. Његова најозлоглашенија жртва био је гангстер Дач Шулц, а узрок ликвидације била је истрага коју је против њујоршких гангстера, укључујући Шулца, покренуо јавни тужилац Томас Девеј. Када је Комисија одбила Шулцов предлог за атентат на Девеја, Шулц је запретио да ће то учинити сам. Чланови синдиката, укључујући Бухалтера, плашећи се да би то изазвало још оштрију реакцију власти, одлучили су да уклоне Шулца, који је убијен 23. октобра 1935. године.
Иако је Бухалтер тако спасио Девеју живот, на крају је Девеј наставио истрагу против водећих њујоршких мафијаша, који су се уразумили. Када је Џозеф  Росен, власник продавнице слаткиша, одбио да плати „заштиту“ и напусти град, Бухалтер се уверио да ради као Девејев доушник и наредио његову ликвидацију, коју су 13. септембра 1936. извршили чланови „Murder, Inc.“. У међувремену су се савезне власти активирале против Бухалтера, а 8. новембра 1936. године, заједно са Шапиром, осуђен је на две године затвора због кршења антитрустовских прописа. Пре извршења пресуде, њих двоје су побегли и започели године скривања, током којих је Бухалтер такође оптужен за трговину дрогом. Бухалтерово скривање завршило се 24. августа 1939. спектакуларном предајом директору ФБИ- а Џон Едгар Хуверу, коју је наводно приредио познати новинар Волтер Винчел, захваљујући споразуму да савезне власти не би требало да га изруче држави Њујорк, где га је Девеј истраживао за убиства за која би се могла изрећи смртна казна.
Упркос споразуму, Бухалтер је следеће године изручен државним властима, где је прво осуђен на 30 година затвора због изнуде од одевне индустрије, а затим процесуиран због Росенова и неколико других убистава.
У страху да ће можда бити погубљен, Абе Релес је одлучио да сведочи против свог шефа у замену за спас; то је тада учинио његов потчињени Алфред Таненбаум . Бухалтер је оглашен кривим за убиство 30. новембра 1941. и осуђен на смрт 3. децембра 1941. године. Након неколико неуспелих жалби и молби за помиловање, погубљен је електричном столицом 4. марта 1944. године у Казнено-поправном заводу Синг Синг, а заједно с њим погубљени су сарадници Емануел Вајс  и Луис Капоне.